# Дёма (Чишминский район)
Дёма (баш. Дим) — деревня в Чишминском районе Республики Башкортостан Российской Федерации. Входит в состав Аровского сельсовета.

## География
В двух километрах от деревни течёт река с одноимённым названием — Дёма.

### Географическое положение
Расстояние до:
- районного центра (Чишмы): 26 км,
- центра сельсовета (Арово): 9 км,
- ближайшей ж/д станции (Пионерская): 8 км,
- д. Лекаревка: 2 км,
- д. Бочкарёвка: 3 км.

## Население
| 2002 | 2009 | 2010 |
| ---- | ---- | ---- |
| 78   | ↘65  | ↗77  |

## Инфраструктура
Личное подсобное хозяйство. Дачи.

## Транспорт
Деревня доступна автотранспортом.